# دوشان پتکوویچ
دوشان پتکوویچ (صربی: Dušan Petković؛ زادهٔ ۱۳ ژوئن ۱۹۷۴) یک بازیکن فوتبال اهل صربستان است.

## تیم ملی
وی همچنین در تیم ملی فوتبال صربستان بازی کرده است.